# Лепра
Ле́пра, также прока́за (менее известные названия: болезнь Хансена, хансеноз, хансениаз; elephantiasis graecorum, lepra arabum, lepra orientalis, финикийская болезнь, satyriasis, скорбная болезнь, крымка, крымская болезнь, ленивая смерть, болезнь Святого Лазаря и другие) — разновидность гранулематоза (хронического инфекционного заболевания), вызываемая микобактериями Mycobacterium leprae и Mycobacterium lepromatosis; протекает с преимущественными поражениями кожи, периферической нервной системы, иногда передней камеры глаза, верхних дыхательных путей, яичек, а также кистей и стоп. Лепра официально внесена в группу забытых болезней по данным Всемирной организации здравоохранения.

## История
Хотя проказа и упоминается в Ветхом Завете (Исход, Книга Левит, Паралипоменон, Книга Иова), велика вероятность, что под проказой древних и античных источников следует понимать не именно лепру, а «более мягкие по характеру заболевания, имеющие собственную этиологию». Возможной причиной путаницы было то, что проказа трактовалась как «божье наказание» за грехи, как «болезнь души», и вердикт о том, кого считать прокажённым, выносили не врачи, а священнослужители, зачастую не имевшие необходимых для этого познаний в медицине. То же самое относится к упоминаниям заболевания в Древней Индии, в папирусе Эберса, у Гиппократа (по всей видимости, имевшего в виду псориаз).
Старейшее ДНК подтверждённое свидетельство проказы, датируемое II тысячелетием до н. э., обнаружено в Балатале, штат Раджастхан, на северо-западе Индии. Доказанный случай заболевания человека был подтверждён ДНК, взятой из завёрнутых в саван останков мужчины, обнаруженных в гробнице рядом со Старым городом Иерусалима, Израиль, датированных радиоуглеродными методами первой половиной I века н. э.
В Восточной Англии ДНК лепрозных бактерий удалось найти на останках скелета мужчины, жившего между 415 и 545 годами (то есть — задолго до крестовых походов), и ДНК того же штамма обнаружили на черепе женщины, которая жила там же между 885 и 1015 годами.
Начиная с XI века проказа становится главным инфекционным бичом средневековой Европы и остаётся таковым до прихода чумы в середине XIV века. Для сдерживания заболевания создаются многочисленные лепрозории. Существует теория о том, что причиной более массового распространения болезни стал мех, привезённый викингами с Востока. Также одной из возможных причин распространённости лепры в средневековой Европе называется перенос её возбудителей серыми мясными мухами, сам факт которого является предметом дискуссии.
В Средние века в Европе возник особый литургический обряд (возможно, не имевший широко распространённого и универсального характера) ритуальных похорон живых людей, страдавших проказой (лат. separatio leprosorum), согласно которому прокажённый, болезнь которого удостоверял специальный совет, состоявший, как правило из врачей, священников и других больных, переходил в статус «мертвеца» — над ним совершалась символическая погребальная церемония, после чего больной изолировался от людей. Так, он получал специальную одежду прокажённого, полностью скрывавшую и лицо, и тело, а также трещотку или колокольчик, чтобы громкими звуками заранее извещать людей о своём приближении. В 1179 году на Третьем Латеранском соборе была разработана и утверждена формальная процедура исключения прокажённых из общины с длинным перечнем запретов, направленных на изоляцию больного от общества. Мишель Фуко назвал такие и подобные меры «исключением прокажённых»:
По утверждению Матвея Парижского, в начале XIII века число лепрозориев в Европе было около 19 тысяч. Количество лепрозориев во Франции в 1226 году составляло около двух тысяч. Первым известным лепрозорием стал госпиталь Святого Николая в Харблдауне в графстве Кент в Англии, основанный в 1084 году. Эти учреждения располагались в черте монастырей, и пока больные лепрой поощрялись к жизни в них, лепрозории способствовали профилактике распространения болезни, действуя как карантин.
Черная смерть значительно уменьшила плотность населения, разорвав эпидемические цепочки, и проказа стала исчезать. В XV веке болезнь отступила настолько, что опустевшие лепрозории стали массово закрываться и перепрофилироваться.
Проказы не было ни в Америке до её колонизации современными европейцами, ни в Полинезии до середины XIX века.
Возбудитель лепры (Mycobacterium leprae) был открыт в 1873 году в Норвегии Герхардом Хансеном, который работал в госпитале святого Йоргеса, основанном в XV столетии в Бергене. Этот лепрозорий сохранился на севере Европы лучше других. Бактерия, открытая Хансеном, стала первым известным человечеству возбудителем болезни.
В начале XX века для лечения проказы американской учёной Элис Болл был разработан инъекционный масляный раствор на базе изолированных этиловых эфиров жирных кислот хаульмугрового масла. Этот раствор оставался наиболее эффективным лекарством от лепры до 1940-х годов, когда ему на смену пришли антибиотики, прежде всего — дапсон.
В 1982 году группа сотрудников Всемирной организации здравоохранения впервые получила сыворотку для прививок против проказы (она была сделана из крови американского броненосца — единственного животного, восприимчивого к проказе).

## Признаки и симптомы
Общие симптомы, присутствующие при различных типах лепры, включают насморк; сухость кожи головы; проблемы со зрением; поражения кожи; мышечную слабость; красноватую кожу; гладкое блестящее диффузное утолщение кожи лица, ушей и рук; потерю чувствительности в пальцах рук и ног; утолщение периферических нервов; плоский нос от разрушения носового хряща; и изменения в произношении и других аспектах произнесения речи. Кроме того, лепра вызывает атрофию яичек и импотенцию.
Проказа может по-разному влиять на людей. Средний инкубационный период составляет пять лет. Люди могут начать замечать симптомы в течение первого года или до 20 лет после заражения. Первым заметным признаком проказы часто является появление бледных или розовых участков кожи, которые могут быть нечувствительными к температуре или боли. Участки обесцвеченной кожи иногда сопровождаются или предшествуют нервным проблемам, включая онемение или болезненность в руках или ногах. Вторичные инфекции (дополнительные бактериальные или вирусные инфекции) могут привести к потере тканей, в результате чего пальцы рук и ног укорачиваются и деформируются, поскольку хрящи всасываются в организм. Иммунный ответ человека различается в зависимости от формы проказы.

Примерно у 30 % людей, страдающих проказой, происходит повреждение нервов. Полученное повреждение нерва обратимо при раннем лечении, но становится постоянным, когда соответствующее лечение откладывается на несколько месяцев. Повреждение нервов может привести к потере мышечной функции, что приводит к параличу. Это также может привести к нарушениям чувствительности или онемению, что может привести к дополнительным инфекциям, изъязвлениям и деформациям суставов.
- Пауцибациллярная лепра (PB): Бледный участок кожи с потерей чувствительности.
- Поражения кожи на бедре человека, больного проказой
- Руки, изуродованные проказой

## Этиология

### M. lepraeиM. lepromatosis
M. leprae и M. lepromatosis — микобактерии, вызывающие лепру. M. lepromatosis — это относительно недавно идентифицированная микобактерия, выделенная из смертельного случая диффузной лепроматозной лепры в 2008 году. M. lepromatosis клинически неотличим от M. leprae.
M. leprae — внутриклеточная, кислотоустойчивая бактерия, аэробная и палочковидная. M. leprae окружена воскообразным оболочечным покрытием, характерным для рода Mycobacterium.
Генетически у M. leprae и M. lepromatosis отсутствуют гены, необходимые для самостоятельного роста. M. leprae и M. lepromatosis являются облигатными внутриклеточными патогенами и не могут быть выращены (культивированы) в лаборатории. Невозможность культивирования M. leprae и M. lepromatosis привела к затруднению окончательной идентификации бактериального организма при строгой интерпретации постулатов Коха.
В то время как возбудители до настоящего времени не могли культивироваться in vitro, их стало возможно выращивать у животных, таких как мыши и броненосцы.
Сообщалось о случаях естественного заражения не человекообразных приматов (в том числе африканского шимпанзе, сажистого мангабея и макаки циномолгуса), броненосцев и рыжих белок. Мультилокусное последовательное типирование штаммов броненосца M. leprae предполагает, что они были человеческого происхождения не более нескольких сотен лет. Таким образом, есть подозрение, что броненосцы впервые приобрели этот организм случайно от ранних американских исследователей. Эта случайная передача была устойчивой в популяции броненосцев, и она может передаваться обратно людям, что делает проказу зоонозным заболеванием (распространяется между людьми и животными).
В ноябре 2016 года было обнаружено, что красные белки (Sciurus vulgaris), вид, находящийся под угрозой исчезновения в Великобритании, являются переносчиками проказы. Было высказано предположение, что торговля мехом красной белки, который высоко ценился в средневековый период и которым активно торговали, возможно, была причиной эпидемии проказы в средневековой Европе. В черепе до-нормандской эпохи, раскопанном в Хоксне, графство Саффолк, в 2017 году, была обнаружена ДНК штамма Mycobacterium leprae, который очень похож на штамм, переносимый современными красными белками на острове Браунси, Великобритания.

### Факторы риска
Наибольшим фактором риска развития проказы является контакт с другим человеком, заражённым проказой. У людей, контактирующих с больным проказой, вероятность развития проказы в 5-8 раз выше, чем у представителей населения в целом. Проказа также чаще встречается среди людей, живущих в бедности. Не у всех людей, инфицированных M. leprae, развиваются симптомы.
Состояния, снижающие иммунную функцию, такие как недоедание, другие заболевания или генетические мутации, могут увеличить риск развития проказы. Заражение ВИЧ, по-видимому, не увеличивает риск развития проказы. Определённые генетические факторы у человека, подвергшегося воздействию, были связаны с развитием лепроматозной или туберкулёзной лепры.

### Передача
Передача проказы происходит при тесном контакте с инфицированными. Передача проказы происходит через верхние дыхательные пути. Более ранние исследования предполагали, что основным путём передачи инфекции является кожный, но недавние исследования всё чаще отдают предпочтение дыхательному пути.
Проказа не передаётся половым путем и не передаётся во время беременности ребёнку. У большинства (95 %) людей, подвергшихся воздействию M. leprae, не развивается проказа; случайный контакт, такой как рукопожатие или сидение рядом с больным проказой, не приводит к передаче. Люди считаются неинфекционными через 72 часа после начала соответствующей мультилекарственной терапии.
Часто описываются два пути выхода M. leprae из организма человека: кожа и слизистая оболочка носа, хотя их относительная важность неясна. Случаи заболевания лепроматозом показывают большое количество микобактерий глубоко в де́рме, но сомнительно, достигают ли они поверхности кожи в достаточном количестве.
Проказа также может передаваться людям от броненосцев, хотя механизм до конца не изучен.

### Генетика
| Имя   | Очаг     | ОМИМ   | Ген          |
| ----- | -------- | ------ | ------------ |
| LPRS1 | 10p13    | 609888 |              |
| LPRS2 | 6q25     | 607572 | PARK2, PACRG |
| LPRS3 | 4q32     | 246300 | TLR2         |
| LPRS4 | 6p21.3   | 610988 | LTA          |
| LPRS5 | 4p14     | 613223 | TLR1         |
| LPRS6 | 13q14.11 | 613407 |              |

Не у всех людей, инфицированных или подвергшихся воздействию M. leprae, развивается проказа, и предполагается, что генетические факторы играют определённую роль в восприимчивости к инфекции. Случаи проказы часто группируются в семьях, и было выявлено несколько генетических вариантов. У многих людей, подвергшихся воздействию, иммунная система способна уничтожать бактерии проказы на ранней стадии инфекции до развития серьёзных симптомов. Генетический дефект клеточно-опосредованного иммунитета может привести к тому, что у человека могут развиться симптомы проказы после контакта с бактериями. Область ДНК, ответственная за эту изменчивость, также участвует в развитии болезни Паркинсона, что даёт повод для современных предположений о том, что эти два расстройства могут быть связаны на биохимическом уровне.

## Механизм
Большинство осложнений проказы являются результатом повреждения нервов. Повреждение нерва происходит в результате прямого вторжения бактерий M. leprae и иммунного ответа человека, приводящего к воспалению. Молекулярный механизм, лежащий в основе того, как M. leprae вызывает симптомы лепры, неясен, но было показано, что M. leprae связывается со шванновскими клетками, что может привести к повреждению нерва, включая демиелинизацию и потерю функции нерва (в частности, потерю аксональной проводимости). Многочисленные молекулярные механизмы были связаны с этим повреждением нерва, включая присутствие ламинин-связывающего белка и гликоконъюгата (PGL-1) на поверхности M. leprae, которые могут связываться с ламинином на периферических нервах.
Как часть иммунного ответа человека, макрофаги, происходящие из лейкоцитов, могут поглощать M. leprae путем фагоцитоза.
На начальных стадиях повреждаются мелкие сенсорные и вегетативные нервные волокна в коже человека, больного проказой. Это повреждение обычно приводит к выпадению волос в области, потере способности потеть и онемению (снижение способности определять такие ощущения, как температура и прикосновение). Дальнейшее повреждение периферических нервов может привести к сухости кожи, усилению онемения и мышечной слабости или параличу в поражённой области. Кожа может трескаться, и если за повреждениями кожи не ухаживать должным образом, существует риск вторичной инфекции, которая может привести к более серьёзным повреждениям.

## Эпидемиология
Лепра передаётся через выделения из носа и рта, во время тесных и частых контактов с людьми, не проходящими лечения.
В течение 1990-х годов число больных проказой во всём мире снизилось с 10—12 млн до 1,8 млн. В основном лепра распространена в тропических странах. Но, хотя число случаев заболеваний в мире продолжает падать, болезнь по-прежнему широко распространена в некоторых районах Бразилии, Южной Азии (Индия, Бангладеш, Непал и частично Пакистан), Юго-Восточной Азии (Мьянма, Лаос, Камбоджа, Индонезия, Филиппины), Ближнего Востока (Йемен), бо́льшей части Африки (ЦАР, ДР Конго, Сьерра-Леоне, Гвинея, Конго, Бурунди, Бенин, Сомали, Того, Камерун, Малави, Мозамбик, Либерия, Гвинея-Бисау, Танзания, Сенегал, Буркина-Фасо, Нигер, Гамбия, Чад, Южный Судан, Нигерия, Экваториальная Гвинея, Гана, Кот-д'Ивуар, Судан, Мали, Эфиопия, Ангола, Зимбабве, Мадагаскар, Замбия, Габон, Египет, Алжир) и западной части Тихого океана (Папуа — Новая Гвинея). По количеству страдающих лепрой первое место в мире занимает Индия, второе — Бразилия и третье — Мьянма. В 2000 году ВОЗ перечислила 91 страну с эндемичными очагами лепры. Индия, Мьянма и Непал вместе составили долю в 70 % случаев заболеваемости.
К группе высокого риска заболеваемости относятся жители районов эндемичной распространённости лепры с плохими условиями жизни: загрязнённой водой, без постельного белья и достаточного питания. Лица, страдающие от болезней, ослабляющих иммунную функцию (например, СПИДа), также попадают в группу высокого риска.
В 1995 году ВОЗ оценила число людей, ставших инвалидами из-за лепры, в 2 миллиона человек.
В 1999 году количество новых случаев лепры в мире оценено в 640 тыс. человек, в 2000 году — 738 000 человек, в 2001 году — максимум 775 000 человек.
Число новых случаев, зарегистрированных в глобальных масштабах в 2015 году, составило 211 973.
В США, по данным центров контроля и предупреждения заболеваемости, в 2015 году отмечено 178 новых случаев.
В СССР максимального значения — 2505 человек — число зарегистрированных больных лепрой достигло в начале 1960-х годов. По постсоветскому пространству в целом, крайне редкие и единичные случаи заражения лепрой встечаются преимущественно в России, Казахстане, Узбекистане, Азербайджане, Таджикистане, Грузии, Туркменистане, Кыргызстане, Армении и  Украине. По состоянию на 2007 год в России официально проживало около 600 больных лепрой, 35 % из которых госпитализированы, остальные находятся на амбулаторном лечении и под диспансерным наблюдением. За 1996—2007 годы в России отмечено 43 случая заболевания. В 2020 году в России на учёте состояли 202 больных лепрой, отмечен только один зарегистрированный случай заражения в 2019 году.

## Инкубационный период
Инкубационный период обычно составляет 3—5 лет, но может колебаться от 6 месяцев до нескольких десятилетий (описан инкубационный период продолжительностью в 40 лет). Он протекает бессимптомно. Также для лепры характерен не менее длительный латентный период, неспецифичность и необязательность продромальных признаков (недомогание, слабость, сонливость, парестезия, ощущение зябкости), что значительно затрудняет раннюю диагностику заболевания.

## Виды заболевания
В основном при проказе поражаются охлаждаемые воздухом ткани организма: кожа, слизистая оболочка верхних дыхательных путей и поверхностно расположенные нервы. При отсутствии лечения инфильтрация кожи и деструкция нервов могут приводить к выраженной деформации облика и уродству. Однако сами микобактерии лепры не способны вызывать отмирание пальцев кисти или стопы. К утрате частей тела в результате некроза тканей приводит вторичная бактериальная инфекция в тех случаях, когда лишённые чувствительности ткани подвергаются травмам, которые остаются незамеченными и не лечатся.
Выделяют два полярных типа заболевания (туберкулоидный и лепроматозный), а также неопределённый и пограничный типы.
Неопределённая проказа обычно начинается с поражения кожи. Очаги практически незаметны. Первым симптомом обычно служит парестезия или гиперестезия на каком-либо участке кожи. При внимательном осмотре здесь можно найти гипо- или гиперпигментированное пятно, одно или несколько. Высыпания могут самостоятельно разрешиться через один-два года.

### Туберкулоидная проказа
Туберкулоидная проказа обычно начинается появлением чётко очерченного гипопигментированного пятна, в пределах которого отмечается гиперестезия. В дальнейшем пятно увеличивается, его края приподнимаются, становятся валикообразными с кольцевидным или спиралевидным рисунком. Центральная часть пятна подвергается атрофии и западает. В пределах этого очага кожа лишена чувствительности, отсутствуют потовые железы и волосяные фолликулы. Вблизи пятна обычно пальпируются утолщённые нервы, иннервирующие поражённые участки. Поражение нервов приводит к атрофии мышц; особенно страдают мышцы кисти. Нередки контрактуры кистей и стоп. Травмы и сдавления ведут к инфекции кистей и стоп, на подошвах образуются нейротрофические язвы. В дальнейшем возможна мутиляция фаланг. При поражении лицевого нерва встречаются лагофтальм и обусловленный им кератит, а также язва роговицы, приводящая к слепоте.

### Лепроматозная проказа
Лепроматозная проказа обычно сопровождается обширными и симметричными относительно срединной линии тела поражениями кожи. Очаги поражения могут быть представлены пятнами, бляшками, папулами, лепромами (узлами). Эти образования имеют расплывчатые границы, плотный и выпуклый центр. Кожа между элементами утолщена. Чаще всего страдают лицо, ушные раковины, запястья, локти, ягодицы и колени. Характерный признак — выпадение наружной трети бровей. Для поздних стадий болезни характерны «львиное лицо» (искажение черт лица и нарушение мимики из-за утолщения кожи), разрастание мочек ушей. Первыми симптомами болезни часто служат заложенность носа, носовые кровотечения, затруднённое дыхание. Возможна полная непроходимость носовых путей, ларингит, охриплость. Перфорация носовой перегородки и деформация хрящей приводят к западению спинки носа (седловидный нос). Проникновение возбудителя в переднюю камеру глаза приводит к кератиту и иридоциклиту. Паховые и подмышечные лимфоузлы увеличены, но не болезненны. У мужчин инфильтрация и склероз ткани яичек приводят к бесплодию. Часто развивается гинекомастия. Для поздних стадий болезни характерны гипестезия периферических отделов конечностей. При биопсии кожи обнаруживают диффузное гранулёматозное воспаление.
Пограничные типы проказы по своим проявлениям стоят между полярными типами.

## Лечение проказы
Лечение проказы требует участия многих специалистов. Помимо антимикробной терапии, могут понадобиться консультации и лечение ортопеда, офтальмолога, невролога, физиотерапевта. Противолепрозная терапия осуществляется с помощью следующих средств: дапсона, рифампицина, клофазимина; в последнее время обнаружена противолепрозная активность миноциклина, офлоксацина, талидомида и кларитромицина.
Мультилекарственная терапия (МЛТ) остается высокоэффективной, и люди больше не заразны после первой ежемесячной дозы. Он безопасен и прост в использовании в полевых условиях из-за его представления в блистерных упаковках с календарём. Частота рецидивов после лечения остаётся низкой. Устойчивость была зарегистрирована в нескольких странах, хотя число случаев невелико. Людей с устойчивой к рифампицину проказой можно лечить препаратами второго ряда, такими как фторхинолоны, миноциклин или кларитромицин, но продолжительность лечения составляет 24 месяца из-за их более низкой бактерицидной активности. Доказательств потенциальной пользы и вреда альтернативных схем лечения лекарственно-устойчивой лепры пока нет.

### Изменения кожи
Людям с повреждением нервов защитная обувь может помочь предотвратить язвы и вторичную инфекцию. Парусиновая обувь может быть лучше, чем обувь из ПВХ.
Кетансерин для местного применения, по-видимому, оказывает лучшее влияние на заживление язв, чем крем с клиохинолом или цинковая паста, но доказательств этому мало. Фенитоин, наносимый на кожу, улучшает изменения кожи в большей степени по сравнению с солевыми повязками.

## Прогноз
При своевременной диагностике лепра полностью излечима. При запоздалом лечении болезнь приводит к стойким морфологическим изменениям и инвалидизации больного. Больные считаются незаразными через 72 часа после начала соответствующей поликомпонентной лекарственной терапии.

## Профилактика
Вакцина БЦЖ предлагает заметную степень защиты от проказы в дополнение к защите от близкородственного туберкулёза. По-видимому, эффективность составляет от 26 % до 41 % (на основе контролируемых испытаний) и примерно 60 % на основе обсервационных исследований, при этом две дозы, возможно, работают лучше, чем одна. В 2018 г. ВОЗ пришла к выводу, что вакцинация БЦЖ при рождении снижает риск проказы и рекомендуется в странах с высокой заболеваемостью туберкулёзом и людьми, больными проказой. Людям, живущим в одном доме с больным проказой, рекомендуется сделать бустерную прививку БЦЖ, которая может улучшить их иммунитет на 56 %. Продолжается разработка более эффективной вакцины.
Основными мерами профилактики лепры являются: раннее выявление больных и источников заражения, изоляция больных с активными формами лепры, своевременное начало лечения лепры эффективными антибиотиками, комбинированная терапия; реабилитация пациентов, прошедших курс лечения. Лиц, находящихся на диспансерном учёте, регулярно должен осматривать врач-лепролог или дерматолог.
Члены семьи и лица, близко контактировавшие с больным лепрой, должны обследоваться не реже одного раза в год. По показаниям с учётом лепроминовой пробы им проводится превентивное лечение. Дети у больных лепрой матерей обычно рождаются здоровыми, поэтому они новорождёнными отделяются от матерей и переводятся на искусственное вскармливание. Больным, завершившим лечение, противопоказаны отдых в бальнеологических санаториях, работа в пищевой промышленности и детских учреждениях. Согласно некоторым международным соглашениям, запрещён переезд больных из одной страны в другую.
В местах, эндемичных по лепре, проводят массовые обследования населения, санитарно-просветительную работу среди населения и врачей. Помимо эпидемиологической ситуации большое значение имеют социально-экономические факторы, чем объясняется широкое распространение заболевания среди беднейшего населения стран Азии и Африки. В системах здравоохранения этих стран приоритетным является расширение деятельности служб по выявлению и лечению больных лепрой и обеспечение доступности современного лечения для всех больных.
Профилактика лепры у медицинского персонала и иных лиц, по роду своей деятельности контактирующих с больными, заключается в строгом соблюдении санитарно-гигиенических правил (частое мытьё рук мылом, обязательная санация любых микротравм и тому подобное). Случаи заражения медицинского персонала редки.

## Результаты
Хотя проказа излечима с середины 20-го века, при отсутствии лечения она может привести к необратимым физическим нарушениям и повреждению нервов, кожи, глаз и конечностей человека. Несмотря на то, что лепра не очень заразна и имеет низкую патогенность, всё ещё существуют значительная стигматизация и предубеждения, связанные с этим заболеванием. Из-за этой стигматизации проказа может повлиять на участие человека в общественной деятельности, а также может повлиять на жизнь его семьи и друзей. Люди, страдающие проказой, также подвергаются более высокому риску возникновения проблем с психическим здоровьем. Социальная стигматизация может способствовать проблемам с трудоустройством, финансовым трудностям и социальной изоляции. Усилия по сокращению дискриминации и снижению стигматизации, связанной с проказой, могут помочь улучшить результаты для людей, больных проказой.

## Общество и культура
Лепра наложила серьёзный отпечаток на мировую культуру. В Средние века с проказой сравнивали ересь. Например, ересь катаров называли лепрой, поражающей души христиан. Со следами проказы изображали также хулителей и истязателей Христа, указывая на болезнь, поразившую их души. Получила известность история прокажённого короля Балдуина IV.

### В литературе
- В рассказе Пьера Буля «Таинственный святой» подробно описывается структура лепрозория при монастыре, этапы протекания болезни и степени её проявления.
- «Майкл, брат Джерри» (англ. Michael, Brother of Jerry) — роман американского писателя Джека Лондона, издан в 1917 году. Один из хозяев главного героя — ирландского терьера по кличке Майкл, заразился проказой.
- В рассказах Джека Лондона «Кулау-прокажённый» (1907), «Прощай, Джек!» (1909), «Шериф Коны» (1909) и «Мартин Иден» (1909) упоминается о жителях Гавайских островов, которых пожизненно ссылали на Молокаи из-за того, что они заразились проказой. Уже в 1909 году говорится о бактериологическом анализе, как о наиболее надёжном методе диагностики проказы.
- В книге Георгия Шилина «Прокажённые» рассказывается о жизни в колонии больных проказой.
- Виктория Хислоп в романе «Остров» рассказывает о жизни прокажённых на острове Спиналонга, а Аманда Скенандор во «Второй жизни Мириэль Уэст» — в колонии прокажённых Карвилль, штата Луизиана.
- В романе Анри Шарьера «Мотылёк» есть упоминание о больных проказой, проживающих на острове отдельно ото всех.
- В мистическом рассказе Алджернона Блэквуда «Он ждёт» в качестве антагониста фигурирует призрак прокажённого.
- В романе Жюльетты Бенцони "Катрин" граф Арно де Монсалви, муж главной героини, заражается проказой в тюрьме.
- В романе Габриэля Гарсиа Маркеса «Осень патриарха» прокажённые жили в саду Генерала.
- В рассказе Варлама Шаламова "Прокажённые" описана история больного проказой, отбывавшего срок в Магаданском лагере.
- В рассказе Артура Конан Дойля "Человек с выбеленным лицом" Годфри Эмсуорт скрывается в садовом домике родителей и изолируется от общества, думая, что болен проказой, однако в конце выясняется, что это была лишь псевдопроказа.

### В музыке
- Группа «Крематорий» упоминает лепру в песне «Лепрозорий»[43].
- Группа Death выпустила альбом Leprosy (в переводе «Проказа»). Их одноимённая заглавная песня рассказывает о людях на карантине с этой заразой.
- В составе альбома группы Metallica "Master of Puppets" есть песня "Leper Messiah", что переводится как "Прокажённый мессия".

### Кинематограф
В телесериале «Доктор Хаус» Грегори Хаус сталкивается со случаями лепры в эпизодах «Проклятый» и «Смерть меняет всё».
В фильме «Бен Гур» 1959 года мать и сестра главного героя заражаются проказой в тюрьме, вероятно, через пищу.
В фильме «Царство небесное» 2005 года режиссёра Ридли Скота герой, король Балдуин IV, страдал от этой болезни на протяжении всей своей недолгой жизни.

### Музеи
Музей лепры находится в Бергене.

### Стоимость лечения
В период с 1995 по 1999 год ВОЗ при поддержке Фонда Nippon поставляла всем эндемичным странам бесплатную мультилекарственную терапию в блистерных упаковках по каналам министерства здравоохранения. Это бесплатное предоставление было продлено в 2000 году и ещё раз в 2005, 2010 и 2015 годах благодаря пожертвованиям производителя мультилекарственной терапии Novartis через ВОЗ. В последнем соглашении, подписанном между компанией и ВОЗ в октябре 2015 года, ВОЗ предоставляет бесплатную мультилекарственную терапию во всех эндемичных странах до конца 2025 года. На национальном уровне неправительственные организации, связанные с национальной программой, будут по-прежнему получать от ВОЗ соответствующие бесплатные препараты для лечения множественными лекарственными препаратами.

## Проказа у животных
Дикие девятиполосные броненосцы (Dasypus novemcinctus) на юге центральной части Соединённых Штатов часто являются переносчиками Mycobacterium leprae. Считается, что это происходит из-за того, что броненосцы имеют низкую температуру тела. Поражения проказой появляются в основном в более прохладных областях тела, таких как кожа и слизистые оболочки верхних дыхательных путей. Из-за брони броненосцев повреждения кожи трудно заметить. Ссадины вокруг глаз, носа и ступней являются наиболее распространёнными признаками. Заражённые броненосцы составляют большой резервуар Mycobacterium leprae и могут быть источником инфекции для некоторых людей в Соединённых Штатах или других местах обитания броненосцев. При проказе броненосцев поражения не сохраняются в месте проникновения у животных, M. leprae размножаются в макрофагах в месте прививки и лимфатических узлах.
Недавняя вспышка у шимпанзе в Западной Африке показывает, что бактерии могут заражать другие виды, а также, возможно, иметь дополнительных хозяев-грызунов.
Недавние исследования показали, что заболевание является эндемичным в популяции красной евразийской белки в Великобритании, при этом Mycobacterium leprae и Mycobacterium lepromatosis встречаются в разных популяциях. Штамм микобактерий лепры, обнаруженный на острове Браунси, приравнивается к штамму, который, как считается, вымер в человеческой популяции в средневековые времена. Несмотря на это, а также предположения относительно прошлой передачи через торговлю беличьими мехами, по-видимому, не существует высокого риска передачи белки человеку от дикой популяции: хотя проказа продолжает диагностироваться у иммигрантов в Великобританию, последний известный случай заболевания человека проказой, возникший в Великобритании, был зарегистрирован более 200 лет назад.